# Raoul-Pierre Pictet
Raoul-Pierre Pictet (Ginebra, 4 de abril de 1846 - París, 27 de julio de 1929) fue un físico suizo conocido por sus investigaciones sobre la licuefacción de los gases.

## Familia y formación
Pictet nació en el seno de una rama menor de una familia que contaba con una gran notoriedad en la sociedad ginebrina desde el siglo XVI. Sus padres fueron Jean-Auguste-François Pictet, oficial del Servicio Mercenario y alcalde de la antigua comuna ginebrina de Plainpalais, y Julie-Cécile de Bock.
Inició sus estudios de ciencias en Ginebra y pronto demostró ser un destacado estudiante, lo que propició su traslado a París. Allí se formó en la École Polytechnique primero, y en La Sorbona después. En esta última institución trabajó bajo la tutela del químico orgánico Charles Adolphe Wurtz.

## Trabajo
Pictet se interesó en las posibles aplicaciones comerciales de la termodinámica y la termoquímica y esto le llevó a idear diversos dispositivos industriales. Una de sus primeras patentes data de 1875 y es de una máquina capaz de producir hielo a un ritmo de 15 kg por hora utilizando dióxido de sulfuro como refrigerante.
Pictet se trasladó a El Cairo con motivo de la inauguración del Canal de Suez, tras empezar a trabajar como secretario del escritor y arqueólogo Gustave Reviliod. Egipto resultó ser el lugar perfecto para conseguir contratos para la explotación de su patente de la máquina de producir hielo. Por ello, Pictet decidió quedarse en dicho país y empezó a trabajar como profesor de física y mecánica en la Universidad de El Cairo. Tras atraer la atención del, por entonces, virrey de Egipto Ismail Pachá, éste encomendó a Pictet la tarea de reorganizar el sistema educativo científico egipcio. Tras asumir esta misión y obtener varios contratos para el suministro de hielo con el gobierno, Pictet se vio sobrepasado y decidió regresar a su ciudad natal.
Ya en Ginebra, empezó a trabajar como profesor en la universidad y allí continuó sus investigaciones en el campo de la termodinámica aplicada. Allí publicó un trabajo demostrando la relación entre el calor latente de vaporización, la masa molecular y la temperatura absoluta de las sustancias. Esta relación sería redescubierta por el físico irlandés Frederick Thomas Trouton seis años más tarde.
Sin embargo, Pictet estaba más interesado en los procesos de licuefacción de los gases. Tiempo atrás, Michael Faraday y otros científicos habían demostrado que la mayoría de los gases podían licuarse utilizando bajas temperaturas, altas presiones, o una mezcla de ambas. Sin embargo, en aquella época seis gases de gran relevancia no habían logrado ser licuados mediante ningún proceso (hidrógeno, helio, nitrógeno, oxígeno, óxido nítrico y monóxido de carbono).
Pictet estableció cinco requisitos para poder lograr la licuefacción de los gases de manera fiable:
- El gas debe poseer una pureza muy alta.
- El dispositivo de licuefacción debe alcanzar presiones muy elevadas.
- La temperatura alcanzada debe ser lo más baja posible.
- El dispositivo debe estar perfectamente aislado para mantener la temperatura constantemente baja.
- El gas debe descomprimirse sobre una superficie fría lo más grande posible para asegurar la condensación.

Bajo estas premisas, Pictet se dispuso a fabricar un aparato para lograr la licuefacción de aquellos gases que aún no se habían podido licuar hasta entonces. El resultado fue una máquina dividida en tres secciones:
- En la primera sección, el dióxido de sulfuro (licuado bajo presión) es bombeado y evaporado en un circuito cerrado, permitiendo lograr una temperatura de -75 °C.
- En la segunda sección, gracias a la temperatura alcanzada por el sistema de la primera sección, se licúa dióxido de carbono a presiones no demasiado altas. La evaporación del dióxido de carbono licuado permite alcanzar temperaturas de -120 °C.
- En la tercera sección, oxígeno gaseoso preparado in situ dentro de un contenedor herméticamente sellado mediante descomposición térmica de clorato potásico, se libera a través de una fina boquilla dentro de una cámara sometida a una presión de varios cientos de atmósferas. En este punto, se produce la licuefacción instantánea del oxígeno, que forma pequeñas gotas de color azul pálido.[4]

Pictet logró la licuefacción del oxígeno, hasta entonces inédita, lo que le impulsó a informar rápidamente del hallazgo a la Academia de Ciencias de Francia. Casualmente, y prácticamente al mismo tiempo, Louis Paul Cailletet iba a anunciar el mismo hallazgo, aunque utilizando una aproximación diferente.
Estos avances en los procesos de licuefacción de los gases animaron a otros muchos científicos a avanzar en el desarrollo de dichos procedimientos. Este fue el caso de Karol Olszewski y Zygmunt Florenty Wróblewski en Varsovia. Pronto, el científico James Dewar consiguió alcanzar temperaturas aún más bajas y en 1908, el físico neerlandés Heike Kamerlingh Onnes consiguió la licuefacción del helio, el único gas que hasta el momento no se había logrado licuar.

## Últimos años
Pictet siguió impartiendo clases durante algunos años y después se trasladó a Alemania con la intención de dedicarse a los negocios. Desgraciadamente, una serie de disputas en torno a varias patentes y decisiones empresariales poco afortunadas hicieron que entrara en un declive profesional y personal. Pictet falleció en París en 1929.